# Rapovce
Rapovce (bis 1927 slowakisch auch „Rapovec“;  ungarisch Rapp) ist eine Gemeinde im Süden der Slowakei mit 921 Einwohnern (Stand 31. Dezember 2024). Sie gehört zum Okres Lučenec, einem Kreis des Banskobystrický kraj.

## Geographie

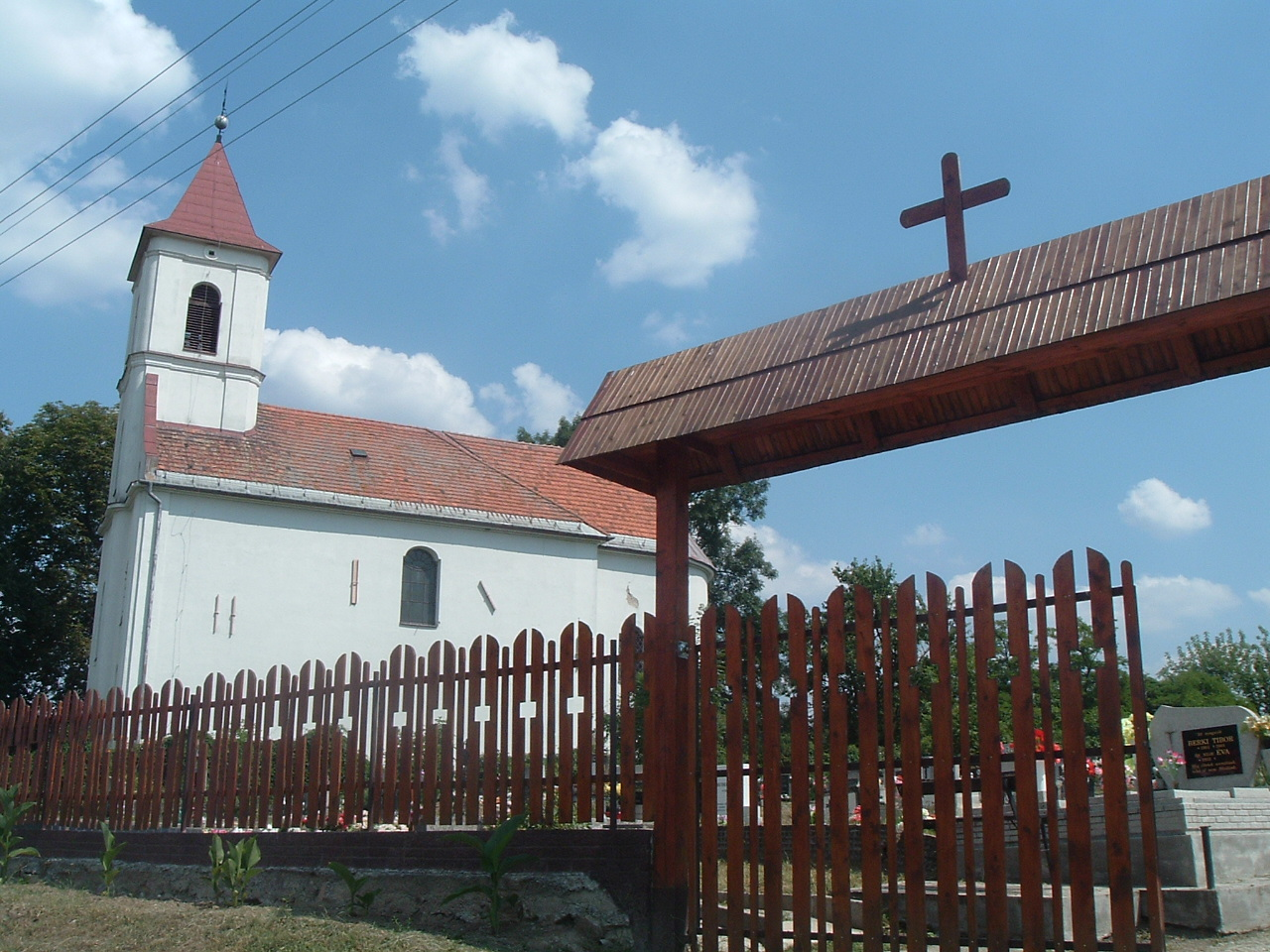
Kirche und Friedhof von Rapovce

Die Gemeinde befindet sich im Becken Lučenská kotlina (Teil der größeren Juhoslovenská kotlina) am Bach Mučínsky potok kurz vor der Mündung in den Ipeľ nahe der Grenze zu Ungarn. Südlich des Ortes erstreckt sich das Bergland Cerová vrchovina. Das Ortszentrum liegt auf einer Höhe von 175 m n.m. und ist sieben Kilometer von Lučenec gelegen.

## Geschichte
Rapovce wurde zum ersten Mal 1299 als Rop schriftlich erwähnt und gehörte zu verschiedenen Adelsgeschlechtern. Während der Türkenkriege im 16. Jahrhundert wurde der Ort zerstört und im 17. Jahrhundert wiederaufgebaut. 1828 sind 57 Häuser und 496 Einwohner verzeichnet. Im 19. und 20. Jahrhundert gab es ein Braunkohle-Bergwerk.
Zur Gemeinde gehört der im Mittelalter selbständige Ort Demečer (1512 als Dewecher erwähnt) südlich des Hauptortes, der im 17. Jahrhundert von den Türken heimgesucht wurde und danach nur als Weiler wiederaufgebaut.
Bis 1918 gehörte der Komitat Neograd liegende und mehrheitlich ungarischsprachige Ort zum Königreich Ungarn und kamen danach zur Tschechoslowakei. Auf Grund des Ersten Wiener Schiedsspruchs lag er 1938–45 noch einmal in Ungarn.

## Bevölkerung
| Jahr                | 1994 | 2004     | 2014    | 2024    |
| ------------------- | ---- | -------- | ------- | ------- |
| Anzahl der Personen | 858  | 950      | 951     | 921     |
| Unterschied         |      | +10,72 % | +0,10 % | −3,15 % |

| Jahr                | 2023 | 2024    |
| ------------------- | ---- | ------- |
| Anzahl der Personen | 921  | 921     |
| Unterschied         |      | −1,42 % |

Ergebnisse nach der Volkszählung 2001 (932 Einwohner):
| Nach Ethnie: - 46,46 % Slowaken - 44,42 % Magyaren - 6,33 % Zigeuner - 0,21 % Tschechen | Nach Religion: - 77,58 % römisch-katholisch - 4,61 % evangelisch - 6,12 % konfessionslos - 4,69 % keine Angabe |

## Sehenswürdigkeiten
- römisch-katholische Kirche im barocken Stil von 1764
- ursprünglich klassizistischer Landsitz, heute eine Pfarrei